# Abana haupti
Abana haupti är en insektsart som beskrevs av Melichar 1926. Abana haupti ingår i släktet Abana och familjen dvärgstritar.
Artens utbredningsområde är Peru. Inga underarter finns listade i Catalogue of Life.